# Chronologie van het Nabije Oosten

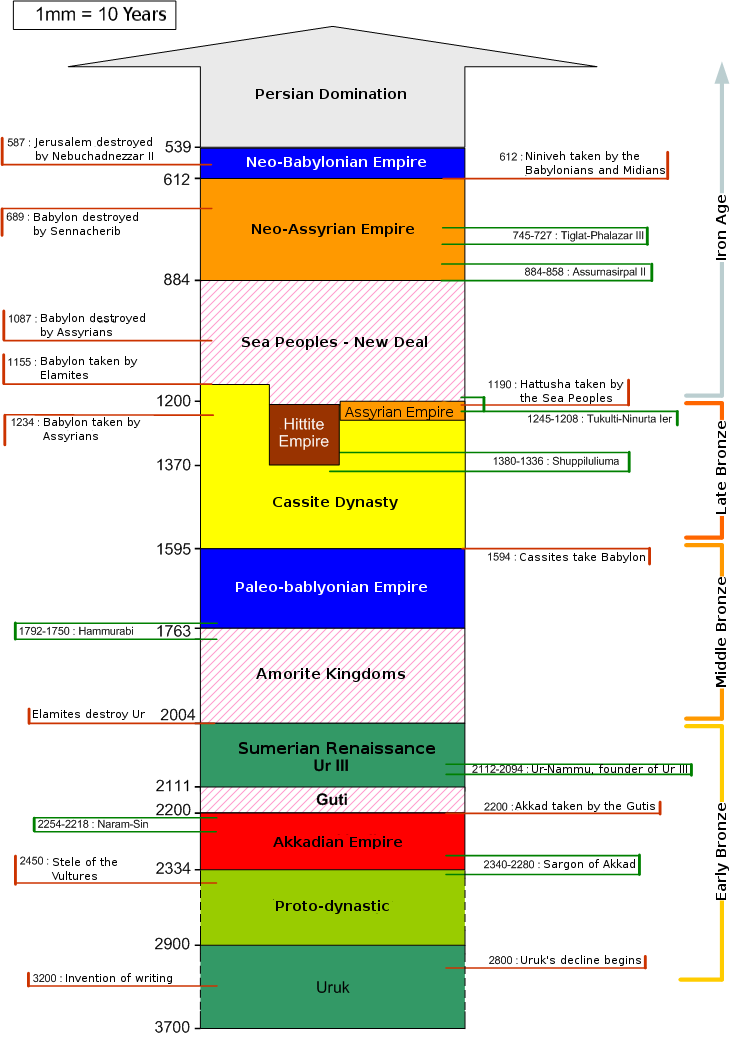
Gebeurtenissen volgens de middenchronologie.

De chronologie van het Nabije Oosten is een poging tot datering van gebeurtenissen, heersers en dynastieën uit het oude Nabije Oosten. Belangrijk hiervoor zijn de koningslijsten aan de hand waarvan ondanks kleine verschillen een relatieve chronologie is vastgesteld die vrij algemeen geaccepteerd wordt. Vooral de Assyrische en Babylonische koningslijsten liggen hier ten grondslag aan. De absolute chronologie is echter problematisch doordat er geen duidelijk jaartal is waaraan de relatieve chronologie geijkt kan worden. Dit speelt nog niet zozeer in het eerste millennium v.Chr., maar in het vroege deel van dat millennium en in toenemende mate in het tweede en derde millennium v.Chr. wordt dit steeds moeizamer. Zo zijn drie alternatieven ontstaan voor de absolute chronologie:
- lange chronologie
- middenchronologie
- korte chronologie

Lange tijd werd ondanks veel discussie vooral de middenchronologie geaccepteerd. Door twijfels aan de betrouwbaarheid van het Venustablet van Ammisaduqa, dat duizend jaar na de beschreven gebeurtenissen tot stand kwam, laaide de discussie opnieuw op. Onder meer een ultrakorte chronologie werd voorgesteld. Het ontbreken van zekerheid maakt echter dat de middenchronologie veelgebruikt blijft.

## Eerste millennium
Voor het grootste deel van het eerste millennium v.Chr. kan de relatieve chronologie goed geijkt worden. Zo wordt in Assyrische eponiemenlijsten genoemd dat er in het tiende regeringsjaar van koning Assur-dan III (773 v.Chr. - 755 v.Chr.) een zonsverduistering plaatsvond, ook wel bekend als Bur-Sagale. Hiervan is vastgesteld dat deze op 15 juni 763 v.Chr. heeft plaatsgevonden, waarmee de eponiemenlijst geijkt is.
Ook de koningslijst van Ptolemaeus (87–150 n.Chr.), de Canon van Ptolemaeus, die teruggaat tot 747 v.Chr., is een belangrijke bron. 

## Tweede en derde millennium
Een van de problemen voor een goede datering is de donkere periode na de val van Babylon. Aanhangers van de lange chronologie zien dit als een periode met grote culturele verschillen tussen de oud-Babylonische periode en de late bronstijd. De aanhangers van de korte chronologie zien vooral culturele continuïteit en zien het minder als een donkere periode, dan wel als een periode waarvan weinig bronnen zijn overgeleverd.
Voor het tweede en derde millennium v.Chr. speelde lange tijd de Venustafel van Ammisaduqa een belangrijke rol. De venustafel is een kleitablet in spijkerschrift met astronomische observaties van de planeet Venus. Deze zou zijn opgesteld tijdens de regeerperiode van Ammisaduka, de tiende koning van de eerste dynastie van Babylon en de vierde na Hammurabi, de belangrijkste koning van die dynastie.
In 1912 wist de assyrioloog Kugler aan de hand van de Venustafel vast te stellen dat het Jaar van de Gouden Troon overeenkwam met het achtste regeringsjaar van Ammisaduka. Hij stelde daarop in eerste instantie vast dat het eerste regeringsjaar van Ammisaduka viel in 1975 v.Chr., waarbij meespeelde dat er in die tijd van werd uitgegaan dat Hammurabi rond 2000 v.Chr. leefde. Dit leidde tot vroege of lange chronologieën. In 1924 herzag Kugler zijn visie en kwam met 1799 v.Chr. als het waarschijnlijke jaar. Vele verschillende jaartallen van meerdere geleerden volgden, elk met hun eigen overwegingen.
Uiteindelijk leken de drie waarschijnlijke kandidaten voor Ammisaduka 1 1702, 1646 en 1582 v.Chr., respectievelijk de lange, midden- en korte chronologie. In 1998 stelden Gasche et al. de ultrakorte chronologie voor, die 1550 v.Chr. opperde. Hieruit kunnen andere belangrijke data worden afgeleid: